# Elena Kaliská
Elena Kaliská (Zvolen, Txecoslovàquia 1972) és una piragüista eslovaca, guanyadora de dues medalles olímpiques.

## Biografia
Va néixer el 19 de gener de 1972 a la ciutat de Zvolen, situada en aquell moment a Txecoslovàquia i que avui en dia forma part d'Eslovàquia.

## Carrera esportiva
Especialista en eslàlom d'aigües braves, va participar, als 24 anys, en els Jocs Olímpics d'Estiu de 1996 realitzats a Atlanta (Estats Units), on va finalitzar dinovena en la prova femenina de K-1, i en els Jocs Olímpics d'Estiu de 2000 realitzats a Sydney (Austràlia) va finalitzar quarta. En els Jocs Olímpics d'Estiu de 2004 realitzats a Atenes (Grècia) aconseguí guanyar la medalla d'or en aquesta prova, metall que repetí en els Jocs Olímpics d'Estiu de 2008 realitzats a Pequín (Xina).
Al llarg de la seva carrera ha guanyat 3 medalles en el Campionat del Món de piragüisme en aigües braves, entre elles una medalla d'or i dues de plata.